# Пензенська духовна семінарія
Пензенська духовна семінарія — вищий духовний навчальний заклад Пензенської і Ніжнеломовскої єпархії Російської православної церкви, що готує священно-та церковнослужителів.

## Історія
Іменний Найвищий указ, з якого починається офіційне існування Пензенської семінарії, пішов 16 червня 1800. Одночасно з указом, в Св. Синод розіслав в сусідні семінарії свої розпорядження, щоб учні Саратовської єпархії, котрі навчалися там, були звільнені у знову влаштовану свою семінарію. Такі виявилися в семінаріях: Астраханської, Тамбовської, Воронезької та в Казанської академії.

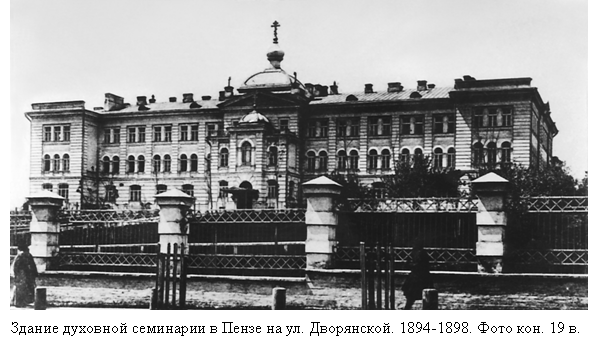
Нова будівля семінарії, нинішній Пензенський державний університет

Спочатку семінарія розташовувалася в колишньому віце-губернаторському будинку (вул. Троїцька, нині вул. Кірова, 17).
У 1818 відбулося перетворення Пензенської семінарії за статутом 1814, виробленому Комісією духовних училищ.
Після пожежі 1858 тимчасово переведена в приміщення духовного уч-ща (вул. Поперечно-Покровська, нині вул. Чкалова, 56). Тут семінарія знаходилася до 1867, до закінчення ремонту власної. приміщення. До 1899 було побудовано нову будівлю (вул. Дворянська, нині вул. Червона, 40)
При семінарії з 1902 діяв історико-археологічний і статистичний комітет.
Закрита постановою Ради народних комісарів в 1918. За роки існування семінарію закінчило близько 4500 чоловік. Серед них великі державні чиновники, відомі діячі науки, культури і мистецтва: О. А. Архангельський, О. С. Архангельський у, B. П. Войдьонов, І. П. Гвоздьов, А. Н. Гвоздєв, О. О. Голубєв, М. І. Ільмінскій, В. Й. Ключевський, О. І. Мозжухін, І. Я. Судаков, Б. К. Пашков та ін.
У XXI столітті семінарія була відроджена. У 2001 в Пензі було відкрито духовне училище, яке 6 жовтня 2010 рішенням Священного Синоду було перетворено в Пензенську духовну семінарію.

## Ректори
в Російській имперії
- протоієрей М. Нілов (1800—1802), і. о.
- архімандрит Амвросій (Виноградський) (кін. 1802—1806)
- архімандрит Мефодій (Нілов) (1806—1810)
- архімандрит Аарон (Нарцисів) (1811—1821)
- архімандрит Інокентій (Платонов) (1821—1822)
- архімандрит Антоній (Добротін) (1822—1826)
- Анастасій (Воскресенський) (початок 1826 — 23 серпня 1828)
- Афанасій (Дроздов) (23 серпня 1828 — 17 липень 1829)
- Іоанникій (Образцов) (27 липня 1829—1832)
- Микола (Доброхотов) (1832—1835)
- архімандрит Анастасій (Лавров) (1836—1843)
- архімандрит Євпсихій (Горенко) (1843—1862)
- протоієрей Яків Бурлуцький (1862)
- архімандрит Іоасаф (Пашин) (1862—1869)
- протоієрей Яків Бурлуцький (1869)
- Симеон (Линьков) (16 лютого 1872—1875)
- протоієрей Стефан Масловський (1875—1887)
- Сергій (Соколов) (16 листопада 1887—1888)
- протоієрей Михайло Знаменський (1888—1894)
- Петро Позднев (5 вересня 1894 — 19 січень 1906)
- Микола (Орлов) (26 грудня 1906 — 18 травня 1907)
- протоієрей Михайло Джерел (вересень 1907 — листопад 1908)
- Павло Борисовський (листопад 1908—1910)
- протоієрей Матвій Архангельський (1911—1918)

в Росії
- митрополит Веніамін (Зарицький) (6 жовтня 2010 — 30 травня 2014)
- митрополит Серафим (Домнин) (с 30 травня 2014)